# Rotkopf-Springaffe
Der Rotkopf-Springaffe (Cheracebus regulus, Syn.: Callicebus regulus) ist eine Primatenart aus der Unterfamilie der Springaffen innerhalb der Familie der Sakiaffen (Pitheciidae). Er galt ehemals als Unterart des Halsband-Springaffen.

## Merkmale
Rotkopf-Springaffen sind wie alle Springaffen relativ kleine Primaten. Das Fell ist lang und dicht, es ist am Rücken und an den Gliedmaßen dunkelgrau gefärbt, die Brust und der Bauch sind schwarzbraun. Der Schwanz ist länger als der Körper und buschig, er ist schwarz gefärbt und kann nicht als Greifschwanz verwendet werden. Die Füße sind dunkel, die Hände orange. Der Kopf ist klein und rundlich, er ist an der Oberseite leuchtend rot. Entlang der Kehle erstreckt sich jeweils bis zu den Ohren eine weiße oder gelbe, halsbandähnliche Zeichnung.

## Verbreitung und Lebensraum

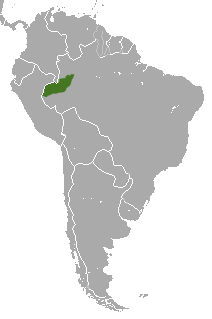
Verbreitungsgebiet (grün)

Rotkopf-Springaffen leben im westlichen Amazonasbecken im brasilianischen Bundesstaat Amazonas. Ihr Verbreitungsgebiet wird im Norden vom Rio Solimões begrenzt, im Westen vom Rio Javari und im Osten und Süden vom Rio Juruá.

## Lebensweise
Die Lebensweise der Rotkopf-Springaffen ist kaum bekannt, sie dürfte mit der der übrigen Springaffen übereinstimmen. Springaffen sind tagaktive Baumbewohner, die sich entweder auf allen vieren oder mit Sprüngen durch das Geäst bewegen. Sie leben in Familiengruppen, die sich aus einem monogamen Paar – bei dem Partner oft lebenslang zusammenbleiben – und dem gemeinsamen Nachwuchs zusammensetzen. Sie sind territorial, mit gemeinsamen Duettgesängen weisen die Paare andere Tiere auf das eigene Revier hin.
Ihre Nahrung besteht in erster Linie aus Früchten. In geringerem Ausmaß nehmen sie auch andere Pflanzenteile und Insekten zu sich. Wie bei allen Springaffen dürfte sich der Vater intensiv an der Aufzucht der Jungen beteiligen, er ist der hauptsächliche Träger und übergibt das Kind der Mutter nur zum Säugen.